# NGC 7178
NGC 7178 في الفهرس العام الجديد، هي مجرة، تقع في كوكبة الحوت الجنوبي. اكتشفت في 31 أغسطس 1834 بواسطة جون هيرشل.

## روابط خارجية
- NGC 7178 على موقع ويكي سكاي: DSS2, SDSS, GALEX, IRAS, Hydrogen α, X-Ray, Astrophoto, Sky Map, Articles and images